# Rajko Aleksić
Rajko Aleksić (Srpska Crnja, 19 de fevereiro de 1947) é um ex-futebolista profissional sérvio, que atuava como defensor.

## Carreira
Rajko Aleksić fez parte do elenco da Seleção Iugoslava de Futebol da Eurocopa de 1968.  

## Títulos
- Eurocopa de 1968 - 2º Lugar